# San Michele Arcangelo e storie della sua leggenda
La tavola con San Michele Arcangelo e storie della sua leggenda è attribuita al pittore Coppo di Marcovaldo ed è databile agli anni che vanno dal 1250 al 1260 circa.
È una delle opere di spicco della collezione permanente del Museo di San Casciano in Val di Pesa (Provincia di Firenze), nonché una delle pietre miliari della pittura fiorentina del Duecento prima dell'avvento di Cimabue.

## Descrizione dell'opera
Nel dossale è raffigurato San Michele arcangelo in quanto è il santo titolare della chiesa dalla quale l'opera proviene: si tratta della chiesa di Sant'Angelo a Vico l'Abate, nel comune di San Casciano.
L'arcangelo è rappresentato al centro del dossale, seduto in trono, con una lunga tunica secondo il rito orientale. Nelle mani tiene il globo crocifero e la croce.
Le storie, tratte dalla Legenda Aurea, sono disposte ai lati (3 per ciascuno); altro segno della tradizione orientale è la lettura di tipo bustrofedico, partendo da destra a sinistra:
- Investitura di Dio a san Michele (in alto a destra);
- Costituzione dell'Ordine di Dio in paradiso (in alto a sinistra);
- Vittoria su Lucifero (scena centrale, a sinistra);
- Miracolo del toro (scena centrale a destra);
- Apparizione dell'arcangelo al vescovo di Siponto (in basso a destra);
- San Gregorio Papa ordina la costruzione di una chiesa dedicata agli angeli nel mausoleo di Adriano (in basso a sinistra).

## Vicenda attributiva
La vicenda attributiva è stata, ed è tuttora, travagliata: L. Dami per primo segnalò quest'opera ascrivendola ad un maestro di scuola fiorentina; egli creò un convenzionale "Maestro di San Michele", mettendolo in rapporto con l'autore del San Francesco Bardi.
Pietro Toesca (1927) notò affinità con la Croce del Museo Civico di San Gimignano, oggi assegnata a Coppo.
Sandberg-Vavalà (1929) e Salmi (1931-1932) riferirono quest'opera ad un anonimo maestro di scuola lucchese, molto vicino a Bonaventura Berlinghieri, ribadendo il rapporto con il San Francesco Bardi, ritenuto di scuola lucchese.
Offner, Coletti, Oertel, Longhi e Garrison preferirono creare un pittore fittizio denominato Maestro di Vico l'Abate: Longhi lo avvicinò alla pala del San Francesco Bardi, da alcuni studiosi ancora oggi riferita a Coppo.
Boskovitz (1977) lo ha riferito a Coppo di Marcovaldo sviluppando una intuizione dell'Offner: egli ha messo l'opera in relazione con la grande croce della Pinacoteca Civica di San Gimignano, come già il Toesca, e con la Madonna del Bordone conservata nella Chiesa di Santa Maria dei Servi a Siena, proponendo una datazione poco successiva al 1260.
Marques (1987) ha anticipato la datazione agli anni cinquanta del Duecento. Tartuferi e Bellosi (1991) hanno confermato l'attribuzione a Coppo.